# Gira Azabache
La cuarta gira de Marta Sánchez en solitario donde nos presenta con su nuevo disco Azabache como primer sencillo "Moja mi corazón".

## Repertorio de la gira
1. "Lámpara Mágica"
2. "Vive Cada Día"
3. "Algo Tienes"
4. "Tal Vez"
5. "Tiempo al Tiempo"
6. "Mi Ángel"
7. "De Mujer a Mujer"
8. "Dime La Verdad"
9. "La Belleza"
10. "Arena y sol"
11. "Desesperada"
12. "Amén "
13. "Lilí Marlén"
14. "Con Sólo Una Mirada "

## Fechas de la gira
| Europa                   |                        |        |                           |
| 1 de mayo de 1997        | Valdemoro              | España | Plaza de Ayuntamiento     |
| 17 de mayo de 1997       | Santisteban del Puerto | España | Campo de Futbol           |
| 7 de junio de 1997       | Vegadeo                | España | Recinto ferial            |
| 13 de junio de 1997      | Madrid                 | España | Parque de Atracciones     |
| 14 de junio de 1997      | Marbella               | España | Plaza de Toros            |
| 21 de junio de 1997      | Barcelona              | España | Auditori                  |
| 22 de junio de 1997      | Mallorca               | España | Plaza de Toros            |
| 24 de junio de 1997      | Carballo               | España | Caseta municipal          |
| 18 de julio de 1997      | Valverde               | España | Recinto ferial            |
| 24 de julio de 1997      | Benalmádena            | España | Parque municipal          |
| 26 de julio de 1997      | Naves                  | España | Recinto ferial            |
| 1 de agosto de 1997      | Ferrol                 | España | Puerto                    |
| 2 de agosto de 1996      | Gijón                  | España | Plaza de Toros            |
| 4 de agosto de 1996      | Aldaya                 | España | Plaza Mayor               |
| 9 de agosto de 1997      | Las Palmas             | España | Estadio municipal         |
| 15 de agosto de 1997     | Cáceres                | España | Recinto ferial            |
| 16 de agosto de 1997     | Aljaraque              | España | Plaza de Huelva           |
| 19 de agosto de 1997     | Reus                   | España | Caseta municipal          |
| 22 de agosto de 1997     | Málaga                 | España | Auditorio municipal       |
| 28 de agosto de 1997     | Tarragona              | España | Auditorio                 |
| 29 de agosto de 1997     | Ferrol                 | España | Campo de fútbol           |
| 30 de agosto de 1997     | Murcia                 | España | Campo de fútbol de Murcia |
| 31 de agosto de 1997     | Plasencia              | España | Recinto ferial            |
| 8 de septiembre de 1997  | Orense                 | España | Campo de fútbol           |
| 21 de septiembre de 1997 | Madrid                 | España | Plaza Mayor               |
| 4 de octubre de 1997     | Almería                | España | Teatro                    |
| 10 de octubre de 1997    | Zaragoza               | España | Teatro municipal          |
| 18 de abril de 1998      | Talavera de la Reina   | España | Parque municipal          |
| 20 de abril de 1998      | Alicante               | España | Teatro Principal          |
| 8 de julio de 1998       | Madrid                 | España | Parque de Atracciones     |
| 9 de agosto de 1998      | Pinto                  | España | Recinto ferial            |
| 5 de septiembre de 1998  | Tortosa                | España | Caseta municipal          |
| 11 de septiembre de 1998 | Murcia                 | España | Campo de fútbol           |

- Datos: Q25406620